# Moyenmoutier
Moyenmoutier é uma comuna francesa na região administrativa de Grande Leste, no departamento de Vosges. Estende-se por uma área de 34,21 km². Em 2010 a comuna tinha 3 203 habitantes (densidade: 93,6 hab./km²).